# Волфрам фон Фрайзинг
Волфрам фон Фрайзинг (на немски: Wolfram von Freising; † 9 юни 937, Фрайзинг) е от 926 или 927 г. до 937 г. епископ на Фрайзинг.
Той успява да стабилизира разграбеното през 909 г. от унгарците епископство Фрайзинг.
Следващият епископ на Фрайзинг от 937 г. е Лантперт.